# 20-й меридіан східної довготи
20-й меридіан східної довготи — лінія довготи, що лежить на 20 градусів східніше Гринвіцького меридіана. Вона проходить від Північного полюса через Північний Льодовитий океан, Європу, Африку, Атлантичний та Індійський океани, Південний океан та Антарктиду до Південного полюса.
20-й меридіан східної довготи формує велике коло разом із 160-тим меридіаном західної довготи.
Через меридіан проходить частина кордону Намібії з Ботсваною та ПАР. Також меридіан визначає межу між Атлантичним та Індійським океанами.
Між 1939 та 1945 роками меридіан визначав східний кордон Нової Швабії — антарктичної території, на яку висувала претензії Нацистська Німеччина.

## Список географічних об'єктів, що перетинає 20° сх. д.
Починаючи на Північному полюсі та рухаючись до Південного полюса, 20-й меридіан східної довготи проходить через:
| Координати                                                 | Країна, територія або море                              | Примітки                                                                 |
| ---------------------------------------------------------- | ------------------------------------------------------- | ------------------------------------------------------------------------ |
| 90°0′ пн. ш. 20°0′ сх. д. / 90.000° пн. ш. 20.000° сх. д.  | Північний Льодовитий океан                              |                                                                          |
| 80°32′ пн. ш. 20°0′ сх. д. / 80.533° пн. ш. 20.000° сх. д. | Норвегія                                                | Шпіцберген — проходить через острови Північно-Східна Земля та Шпіцберген |
| 78°37′ пн. ш. 20°0′ сх. д. / 78.617° пн. ш. 20.000° сх. д. | Баренцове море                                          |                                                                          |
| 73°54′ пн. ш. 20°0′ сх. д. / 73.900° пн. ш. 20.000° сх. д. | Атлантичний океан                                       | Норвезьке море                                                           |
| 70°10′ пн. ш. 20°0′ сх. д. / 70.167° пн. ш. 20.000° сх. д. | Норвегія                                                | Проходить через острів Ванна[en]                                         |
| 68°34′ пн. ш. 20°0′ сх. д. / 68.567° пн. ш. 20.000° сх. д. | Швеція                                                  | Приблизно на 2 км                                                        |
| 68°33′ пн. ш. 20°0′ сх. д. / 68.550° пн. ш. 20.000° сх. д. | Норвегія                                                | Приблизно на 18 км                                                       |
| 68°23′ пн. ш. 20°0′ сх. д. / 68.383° пн. ш. 20.000° сх. д. | Швеція                                                  |                                                                          |
| 63°37′ пн. ш. 20°0′ сх. д. / 63.617° пн. ш. 20.000° сх. д. | Балтійське море                                         | Ботнічна затока                                                          |
| 60°24′ пн. ш. 20°0′ сх. д. / 60.400° пн. ш. 20.000° сх. д. | Фінляндія ( Аландські острови)                          | Проходить через острів Аланд                                             |
| 60°1′ пн. ш. 20°0′ сх. д. / 60.017° пн. ш. 20.000° сх. д.  | Балтійське море                                         |                                                                          |
| 54°57′ пн. ш. 20°0′ сх. д. / 54.950° пн. ш. 20.000° сх. д. | Росія                                                   | Калінінградська область                                                  |
| 54°25′ пн. ш. 20°0′ сх. д. / 54.417° пн. ш. 20.000° сх. д. | Польща                                                  | Проходить через Краків                                                   |
| 49°13′ пн. ш. 20°0′ сх. д. / 49.217° пн. ш. 20.000° сх. д. | Словаччина                                              | Проходить через гору Кривань                                             |
| 48°10′ пн. ш. 20°0′ сх. д. / 48.167° пн. ш. 20.000° сх. д. | Угорщина                                                | Проходить західніше Сегеда                                               |
| 46°10′ пн. ш. 20°0′ сх. д. / 46.167° пн. ш. 20.000° сх. д. | Сербія                                                  |                                                                          |
| 43°4′ пн. ш. 20°0′ сх. д. / 43.067° пн. ш. 20.000° сх. д.  | Чорногорія                                              |                                                                          |
| 42°31′ пн. ш. 20°0′ сх. д. / 42.517° пн. ш. 20.000° сх. д. | Албанія                                                 |                                                                          |
| 39°41′ пн. ш. 20°0′ сх. д. / 39.683° пн. ш. 20.000° сх. д. | Середземне море                                         | Іонічне море                                                             |
| 39°27′ пн. ш. 20°0′ сх. д. / 39.450° пн. ш. 20.000° сх. д. | Греція                                                  | Проходить через острів Керкіра                                           |
| 39°24′ пн. ш. 20°0′ сх. д. / 39.400° пн. ш. 20.000° сх. д. | Середземне море                                         |                                                                          |
| 32°1′ пн. ш. 20°0′ сх. д. / 32.017° пн. ш. 20.000° сх. д.  | Лівія                                                   |                                                                          |
| 31°28′ пн. ш. 20°0′ сх. д. / 31.467° пн. ш. 20.000° сх. д. | Середземне море                                         | Затока Сідра                                                             |
| 30°46′ пн. ш. 20°0′ сх. д. / 30.767° пн. ш. 20.000° сх. д. | Лівія                                                   |                                                                          |
| 21°33′ пн. ш. 20°0′ сх. д. / 21.550° пн. ш. 20.000° сх. д. | Чад                                                     |                                                                          |
| 9°7′ пн. ш. 20°0′ сх. д. / 9.117° пн. ш. 20.000° сх. д.    | Центральноафриканська Республіка                        |                                                                          |
| 4°58′ пн. ш. 20°0′ сх. д. / 4.967° пн. ш. 20.000° сх. д.   | ДР Конго                                                |                                                                          |
| 7°0′ пд. ш. 20°0′ сх. д. / 7.000° пд. ш. 20.000° сх. д.    | Ангола                                                  |                                                                          |
| 17°53′ пд. ш. 20°0′ сх. д. / 17.883° пд. ш. 20.000° сх. д. | Намібія                                                 |                                                                          |
| 22°0′ пд. ш. 20°0′ сх. д. / 22.000° пд. ш. 20.000° сх. д.  | Становить кордон між Намібією та Ботсваною              |                                                                          |
| 24°45′ пд. ш. 20°0′ сх. д. / 24.750° пд. ш. 20.000° сх. д. | Становить кордон між Намібією та ПАР                    |                                                                          |
| 28°26′ пд. ш. 20°0′ сх. д. / 28.433° пд. ш. 20.000° сх. д. | ПАР                                                     | Північнокапська провінція Західнокапська провінція                       |
| 34°50′ пд. ш. 20°0′ сх. д. / 34.833° пд. ш. 20.000° сх. д. | Становить кордон між Атлантичним та Індійським океанами |                                                                          |
| 60°0′ пд. ш. 20°0′ сх. д. / 60.000° пд. ш. 20.000° сх. д.  | Південний океан                                         |                                                                          |
| 69°53′ пд. ш. 20°0′ сх. д. / 69.883° пд. ш. 20.000° сх. д. | Антарктида                                              | Проходить через Землю Королеви Мод (претендує Норвегія)                  |